# Hwanghae-pukto
Hwanghae-pukto (Nord-Hwanghae) ist eine Provinz in Nordkorea. Sie entstand 1954 durch Teilung der ehemaligen Provinz Hwanghae-do in die beiden Provinzen Hwanghae-pukto und Hwanghae-namdo. Provinzhauptstadt ist Sariwŏn.

## Geographie
Die Provinz grenzt im Osten an Kangwŏn-do, im Norden an P’yŏngan-namdo und Pjöngjang, im Westen an das Gelbe Meer, im Südosten an Hwanghae-namdo und im Süden an das Industriegebiet Kaesŏng, eine besondere Verwaltungsregion Nordkoreas.

## Verwaltungsgliederung
Die Provinz Hwanghae-pukto gliedert sich in drei Städte und 16 Landkreise. 2003 wurden die Landkreise Changp'pung-gun und Kaep'ung-gun, sowie die Stadt Kaesŏng nach Hwanghae-pukto eingegliedert. Zuvor gehörten diese Verwaltungseinheiten zur besonderen Verwaltungsregion Kaesŏng, die dann aufgelöst wurde. Ihre verbliebenen Teile, darunter ein Teil der Stadt Kaesŏng, bilden heute die besondere Verwaltungsregion Industriegebiet Kaesŏng.

### Städte
- Sariwŏn (사리원시; 沙里院市)
- Kaesŏng-si (개성시; 開城市) – 2003 eingegliedert, zuvor Teil der besonderen Verwaltungsregion Kaesŏng
- Songnim (송림시; 松林市)

### Landkreise
- Changp'ung-gun (장풍군; 長豐郡) – 2003 eingegliedert, zuvor Teil der besonderen Verwaltungsregion Kaesŏng
- Hwangju-gun (황주군; 黃州郡)
- Rinsan-gun (린산군; 麟山郡)
- Kaep'ung-gun (개풍군; 開豐郡) – 2003 eingegliedert, zuvor Teil der besonderen Verwaltungsregion Kaesŏng
- Koksan-gun (곡산군; 谷山郡)
- Kŭmch'ŏn-gun (금천군; 金川郡)
- Pongsan-gun (봉산군; 鳳山郡)
- P'yŏngsan-gun (평산군; 平山郡)
- Singye-gun (신계군; 新溪郡)
- Sinp'yŏng-gun (신평군; 新坪郡)
- Sŏhŭng-gun (서흥군; 瑞興郡)
- Suan-gun (수안군; 送安郡)
- Tosan-gun (토산군; 兎山郡)
- Ŭnp'a-gun (은파군; 銀波郡)
- Yŏnsan-gun (연산군; 延山郡)
- Yŏntan-gun (연탄군; 燕灘郡)

## Wirtschaft
Die Provinz wird durch das Kohlekraftwerk Pukchang in der Nachbarprovinz P’yŏngan-namdo mit Elektrizität versorgt.